# 大中華仏国 (石頂武)

大中華仏国
大中華佛國
大中华佛国

大中華仏国（だいちゅうかふつこく、繁体字中国語: 大中華佛國、簡体字中国語: 大中华佛国）は、1947年から1953年の間に、現在の湖南省と江西省一帯の地域に存在した国家である。

## 概要
清の光緒年間（1875年 - 1908年）、湖南湘潭の地主石振順は、仏教系新宗教「三期普渡道」を創立した。その第三代教主で、石振順の孫にあたる石頂武は中国国民党に入党して勢力を蓄え、信徒は20余県3万人に膨れ上がった。
国共内戦期の1947年、石頂武は帝位に就き、国号を「大中華仏国」、「黄杏仏旗」を国旗とし、国都を現在の湖南省湘潭市湘潭県排頭郷に定めた。また、左丞相王裕契、右丞相陳太来、保駕将軍屈照白、軍師張啓方など、教団主要幹部を官職に任命した。しかし1952年冬に、中共中央と省委員会によって「反動会道門」活動が展開された。湘潭市、県には2級公安機関が派遣され、100余名の警察によって鎮圧された。1953年6月、石頂武は逮捕され、1953年冬に公開処刑された。